# Поэтическая премия CSH
Поэтическая премия CSH (индон. Anugerah Puisi CSH) — литературная премия в Индонезии.
Учреждена в 2009 г. Учредитель поэт Чечеп Самсул Хари (индон. Cecep Samsul Hari). Премия присуждается за лучший авторский сборник поэзии на индонезийском языке.
Заявки на премию принимаются как от авторов, так и от издательств. В шорт-лист включают до 10 сборников, из которых жюри выбирает один. Премия присуждается нерегулярно. До настоящего времени она присуждалась в 2009, 2010—2011, 2018 гг. Размер премии — 10 млн индонезийских рупий.

## Лауреаты премии
- 2009 г. Ариф Багус Прасетьо (сборник «Momento» — Моменты)
- 2010—2011 Мугья Шахреза Сентоса (сборник «Hikayat Pemanen Kentang» — История сборщика картофеля)
- 2018 Нарудин (сборник «Di Atas Tirai-Tirai Berlompatan» — Над прыгающими занавесками)